# Főnévi igenév
A főnévi igenév (a latinban legismertebb megfelelője az infinitivus) az ige egyik személytelen alakja, amely kisebb-nagyobb mértékben főnévként tud működni. A nyelvek többségében (germán, szláv, újlatin nyelvek stb.) egyúttal az ige szótári alakja (illetve annak első tagja), vagyis az ige azonosítására szolgál.

## A magyar nyelvben
A magyarban hagyományosan a ‑ni végződésű alakot nevezik így, noha nem toldalékolható főnévként, és nem is tudja betölteni annak a tipikus szerepeit. Példák: „énekelni jó dolog” (mi jó dolog? – főnévi jelleg); „szeret énekelni” (mit szeret? – tárgy); „énekelni ment” (célhatározó); stb.
A fentiek nyomán az ‑ás/‑és végű alakot (pl. éneklés) is felvetették ilyen értelemben, amellyel az előbbi alak gyakran felcserélhető, és a tipikusan főnévi toldalékokat is felveheti, a hiányzó funkciókat is kifejezheti (pl. énekléshez, énekléssel, éneklésnél), miközben igei jelentését változatlanul őrzi. Hátránya, hogy nem teljesen produktív, ill. időnként lexikális kivételei akadnak: a táncolás, dolgozás szavak helyett például a tánc, munka szavakat használjuk, míg táncolni, dolgozni alakjaik szabályosak. Ezek azok az esetek, amikor eleve főnévből képzett igével állunk szemben, aminek visszafőnevesítése nem áll összhangban a nyelvérzékkel.
A ‑ni végű főnévi igenévnek ritka (de például a portugálban vagy a törökben is meglévő) jellemzője, hogy ragozható: énekelnem, énekelned, énekelnie stb. – ezek az alakok személytelen ragozású segédigék mellett használatosak (kell, szabad stb.).
Szenvedő alakja a ‑va/ve végű határozói igenévvel képezhető: szeretni és szeretve lenni.
A magyar nyelvben a főnévi igenév szerepe kibővült a jövőidő-képzéssel. A magyar igeragozás nem ismer jövő idejű igeragot, azt a jelen idejűvel fejezi ki. Ezt időhatározóval lehet kiegészíteni, ha nyomatékos jövőidejűséget szándékszunk kifejezni. A megyek ige jelen idejű (E1), ugyanakkor azt is kifejezi, hogy majd megyek, vagy később megyek. A magyar nyelvben már viszonylag régen megjelent a főnévi igeneves jövőidőképzés, amit segédigével kell megtámogatni: „menni fogok”, illetve „el fogok menni”. Ebben a formában a segédige kapja a megfelelő jelen idejű igeragot, a jövő idejűséget a segédige alapjelentése hordozza. Ebben a szerkezetben az igekötő is elválik az igéjétől, és a segédige beékelődik a kettő közé. Kalewi Wiik finn nyelvész szerint ez az egyik első lépése a ragozó nyelvek flektálóvá alakulásának, ennek alapján a ragozó nyelvektől idegen az effajta jövőidőképzés.

## Más nyelvekben
Számos más nyelvben létezik a főnévi igenévnek elő- és utóidejű megfelelője, amelyeket a magyarban csak körülírással, ill. mellékmondattá alakítással lehet kifejezni:
- korábban énekelni (az, hogy énekeltem/‑tél/‑t/stb.),
- korábban elénekelve lenni (az, hogy korábban elénekeltek valamit)
- majd énekelni (az, hogy majd énekelni fogok/fogsz/fog/stb.),
- majd elénekelve lenni (az, hogy majd el fognak valamit énekelni).

Egy példa angolból:
- I have recently returned from India. To have seen the Taj Mahal in the early morning sunlight will always be something I shall never forget. – Nemrég tértem haza Indiából. Az, hogy a reggeli napfényben fürdő Tádzs Mahalt láthattam (szó szerint „korábban-látni”, ill. azt „látottnak lenni”), olyasvalami, amit soha nem fogok elfelejteni.[1]
- A latinban hat főnévi igenév létezik, három cselekvő és három szenvedő; jelen, múlt és jövő idejű. Ezen kívül főnévi igenév jellegű a gerundium és az ún. supinum is (tulajdonképpen célhatározói főnévi igenév).
- Az újlatin nyelvekben a főnévi igenév az igék szótári alakja, többnyire -r(e) végződéssel – kivétel a román, ahol ez a végződés lekopott (pl. lat. cantáre > cântá, lat. férvere > fiérbe), illetve igenévi funkcióban az a elöljáró vezeti be: a cântá ’énekelni’ (ugyanez megvan a spanyolban is, csak ott felszólító értelmű: ¡a dormir! ’aludni!’). Létezik ezen kívül egy ún. összetett (vagy múlt idejű) főnévi igenév is, amely a cselekvés vagy történés befejezett voltára utal; képzése segédigével (ez általában a latin habere folytatása) és a múlt idejű melléknévi igenévvel történik. Példák: olasz cantare ’énekelni’ és avere cantato ’korábban énekelni’, spanyol cantar és haber cantado, francia chanter, román a cânta stb. Az igék a főnévi igenév végződése szerint több – általában három, gyakorlatilag kettő és négy közötti számú – ragozási csoport valamelyikébe tartozhatnak.
- Az angolban az alakja analitikus: to sing; a németben a végződése -en, például haben. Létezik passzív és előidejű megfelelője is, az angolban például to be sung, to have sung, to have been sung.
- A szláv nyelvekben a főnévi igenév végződése általában ‑t vagy ‑ty; az újlatin nyelvekhez hasonlóan több ragozási csoport létezik.
- Bizonyos nyelvek nem ismerik a főnévi igenév fogalmát, ilyen például a görög. A személytől független, általános értelmű cselekvésre azonban – természetesen – ezekben a nyelvekben is lehet utalni, a főnévi igenevet helyettesítő megfelelő alakkal.